# Bislett Games 2023
I Bislett Games 2023 sono stati la 56ª edizione dell'annuale meeting di atletica leggera, quinta tappa del circuito Diamond League 2023. Le competizioni hanno avuto luogo presso il Bislett Stadion di Oslo, il 15 giugno 2023.

## Programma[1]
| # | Orario | Specialità          |
| - | ------ | ------------------- |
| 1 | 18:39  | Lancio del martello |
| 2 | 18:45  | Salto con l'asta    |
| 3 | 20:15  | 400 metri piani     |
| 4 | 20:42  | Salto in lungo      |
| 5 | 20:43  | 200 metri piani     |
| 6 | 21:05  | 5000 metri piani    |
| 7 | 21:39  | 400 metri ostacoli  |
| 8 | 21:50  | 1500 metri piani    |

| # | Orario | Specialità         |
| - | ------ | ------------------ |
| 1 | 17:30  | Getto del peso     |
| 2 | 19:03  | Salto triplo       |
| 3 | 20:04  | 400 metri ostacoli |
| 4 | 20:25  | 3000 metri piani   |
| 5 | 20:27  | Lancio del disco   |
| 6 | 20:52  | Miglio             |
| 7 | 21:29  | 100 metri piani    |
| 8 | 22:09  | Staffetta 4x400 m  |

     Specialità valide per la Diamond League

## Risultati
Di seguito i primi tre classificati di ogni specialità.

### Uomini
| Specialità          |                    | Prestazione     | 2º classificato  | Prestazione     | 3º classificato      | Prestazione |
| 200 m               | Erriyon Knighton   | 19"77           | Reynier Mena     | 20"09           | Joseph Fahnbulleh    | 20"23       |
| 400 m               | Wayde van Niekerk  | 44"38           | Muzala Samukonga | 44"49           | Vernon Norwood       | 44"51       |
| 1500 m              | Jakob Ingebrigtsen | 3'27"95         | Mohamed Katir    | 3'28"89         | Yared Nuguse         | 3'29"02     |
| 5000 m              | Yomif Kejelcha     | 12'41"73 (.725) | Jacob Kiplimo    | 12'41"73 (.728) | Telahun Haile Bekele | 12'46"21    |
| 400 m hs            | Karsten Warholm    | 46"52           | CJ Allen         | 47"57           | Wilfried Happio      | 48"13       |
| Salto in lungo      | Simon Ehammer      | 8,32 m          | Marquis Dendy    | 8,26 m          | Miltiadīs Tentoglou  | 8,21 m      |
| Salto con l'asta    | Armand Duplantis   | 6,01 m          | Chris Nilsen     | 5,91 m          | Ernest John Obiena   | 5,71 m      |
| Lancio del martello | Wojciech Nowicki   | 81,92 m         | Rudy Winkler     | 79,42 m         | Ethan Katzberg       | 77,93 m     |

     Prestazione che stabilisce il nuovo record del meeting.

### Donne
| Specialità        |                     | Prestazione | 2º classificato         | Prestazione | 3º classificato      | Prestazione |
| 100 m             | Marie-Josée Ta Lou  | 10"75       | Anthonique Strachan     | 10"92       | Shericka Jackson     | 10"98       |
| Miglio            | Birke Haylom        | 4'17"13     | Cory McGee              | 4'18"11     | Jessica Hull         | 4'18"24     |
| 3000 m            | Beatrice Chebet     | 8'25"01     | Lilian Rengeruk         | 8'25"90     | Margaret Kipkemboi   | 8'26"14     |
| 400 m hs          | Femke Bol           | 52"30       | Rushell Clayton         | 53"84       | Gianna Woodruff      | 54"46       |
| Staffetta 4x400 m | Gran Bretagna       | 3'28"38     | Norvegia                | 3'29"48     | Finlandia            | 3'29"65     |
| Salto triplo      | Yulimar Rojas       | 14,91 m     | Leyanis Pérez Hernández | 14,87 m     | Maryna Bech-Romančuk | 14,75 m     |
| Getto del peso    | Sarah Mitton        | 19,54 m     | Maggie Ewen             | 19,52 m     | Danniel Thomas-Dodd  | 19,44 m     |
| Lancio del disco  | Jorinde van Klinken | 66,77 m     | Valarie Allman          | 66,18 m     | Sandra Perković      | 65,26 m     |

     Prestazione che stabilisce il nuovo record del meeting.